# Casa del grande peristilio
La Casa del grande peristilio (detta anche Villa au grand péristyle o domus du bas de Vieux) è una domus gallo-romana del sito archeologico di Vieux-la-Romaine (antica Aregenua), a Vieux, nel dipartimento del Calvados (Bassa Normandia) in Francia, a circa 10 km a sud-est della città di Caen.
Per le sue dimensioni e lo stato di conservazione delle decorazioni (in particolare un insieme di fusti di colonna scolpiti), rari soprattutto a nord del fiume Loira, testimonia del processo di romanizzazione e di diffusione dei modelli architettonici mediterranei nel nord della Gallia.
Gli scavi esaustivi, condotti da Pascal Vipard tra il 1988 e il 1991, hanno permesso di ricostruire la storia dell'isolato in cui sorgeva dal I al V secolo e l'ampiezza dei ritrovamenti ha permesso l'apertura del museo archeologico di Vieux-la-Romaine, inaugurato nel 2002.

## Storia
La prima occupazione documentata sul sito consisteva di costruzioni leggere in legno e argilla con paglia con pavimenti in terra battuta, risalenti al I e al II secolo. Forse in quest'epoca il settore in cui venne successivamente costruita la domus aveva vocazione artigianale.
Intorno al 125-150 d.C. il settore venne urbanizzato con un reticolo di strade e l'isolato ospitò due edifici, conosciuti soprattutto per i resti reimpiegati nelle costruzioni successive. Si trattava di due domus di ampie dimensioni. Una di esse venne distrutta intorno al 170-180 per permettere l'ampliamento della seconda ("Casa del piccolo peristilio"). La casa subì poi un ampio rimaneggiamento tra la fine del II e gli inizi del III secolo d.C., con un viridarium (giardino) che occupava la corte e con un peristilio di maggiori dimensioni.
La casa subì un incendio nella seconda metà del III secolo, ma venne successivamente ricostruita ("Casa del mosaico a scacchiera"). In alcuni spazi si installarono nuovamente degli artigiani, ma parte dell'edificio fu ancora utilizzata come abitazione. Nel primo terzo del IV secolo un secondo incendio distrusse un edificio quasi in abbandono e intorno al 330-340 il cardine attraversò le rovine, che vennero utilizzate come cava per materiali da costruzione.

## Descrizione

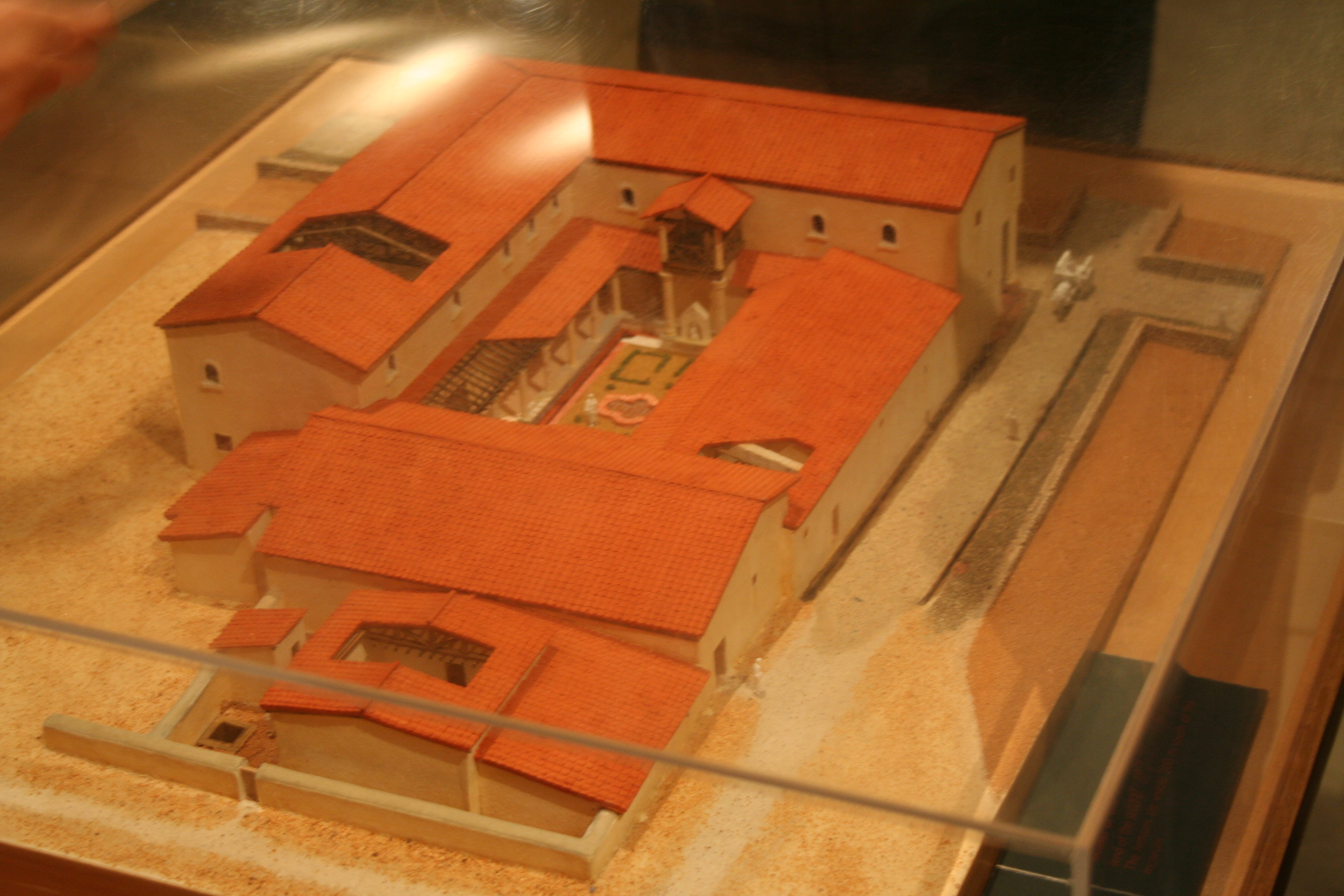
Plastico della domus

La domus si estendeva su 1.250-1.500 m², con schema planimetrico di tipo greco-italico, su 50,80 x 30,80 m. Esistevano ambienti anche al piano superiore, stimato in 572 m², con una galleria in facciata.
Al piano terra si conservano 14 ambienti, organizzati intorno ad un peristilio centrale ornato da un bacino (impluvium). Numerosi ambienti conservano tracce del sistema di riscaldamento con ipocausto. Sia la sala principale, sia la corte, che il giardino erano riccamente decorati: si sono conservati un affresco con Achille e Teti, sculture di tema dionisiaco, fusti di colonna con decorazioni vegetali, pilastri con bassorilievi e mosaici.
Rimane anche parte del pavimento, rivestito da lastre di calcare.

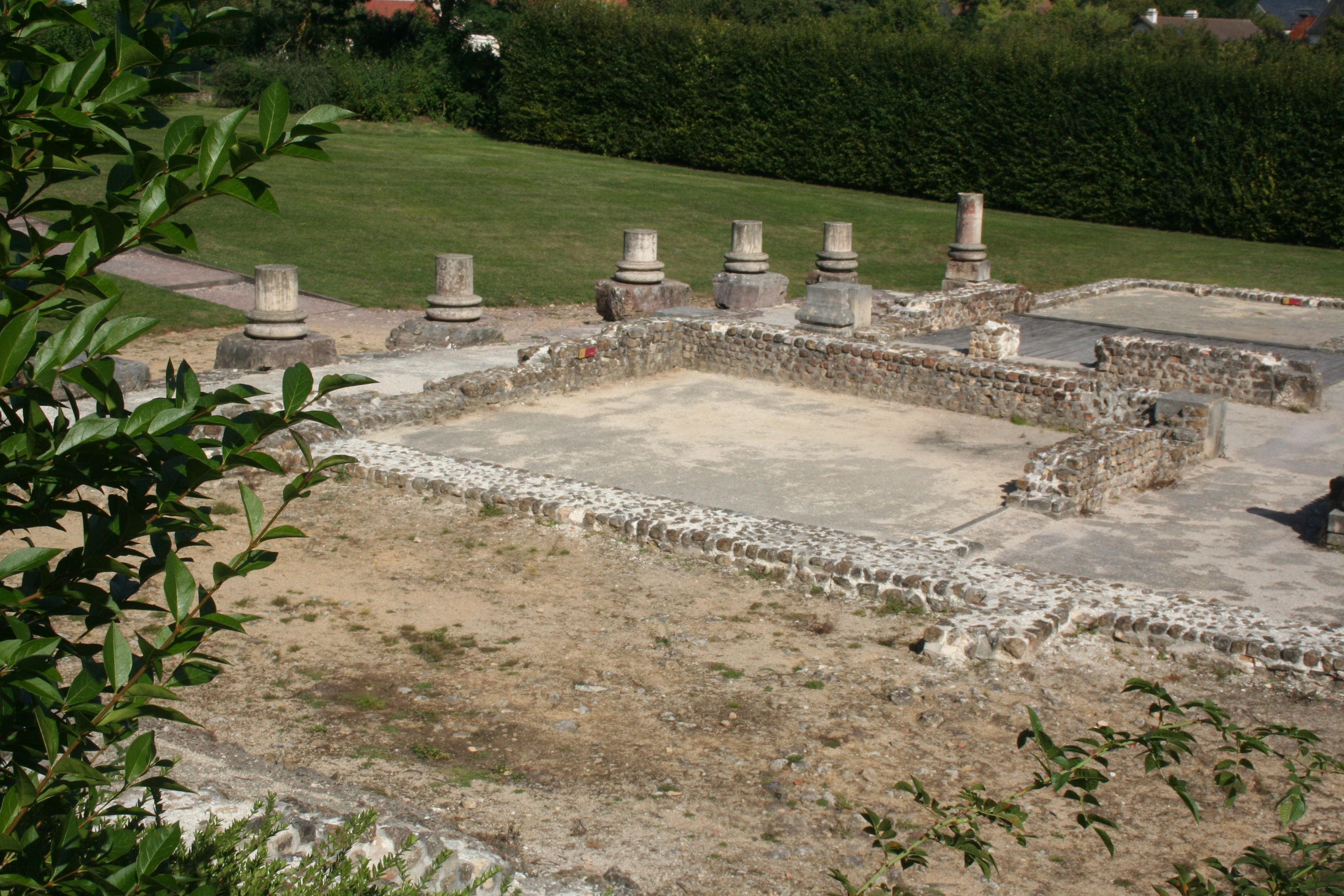
Resti del colonnato del peristilio
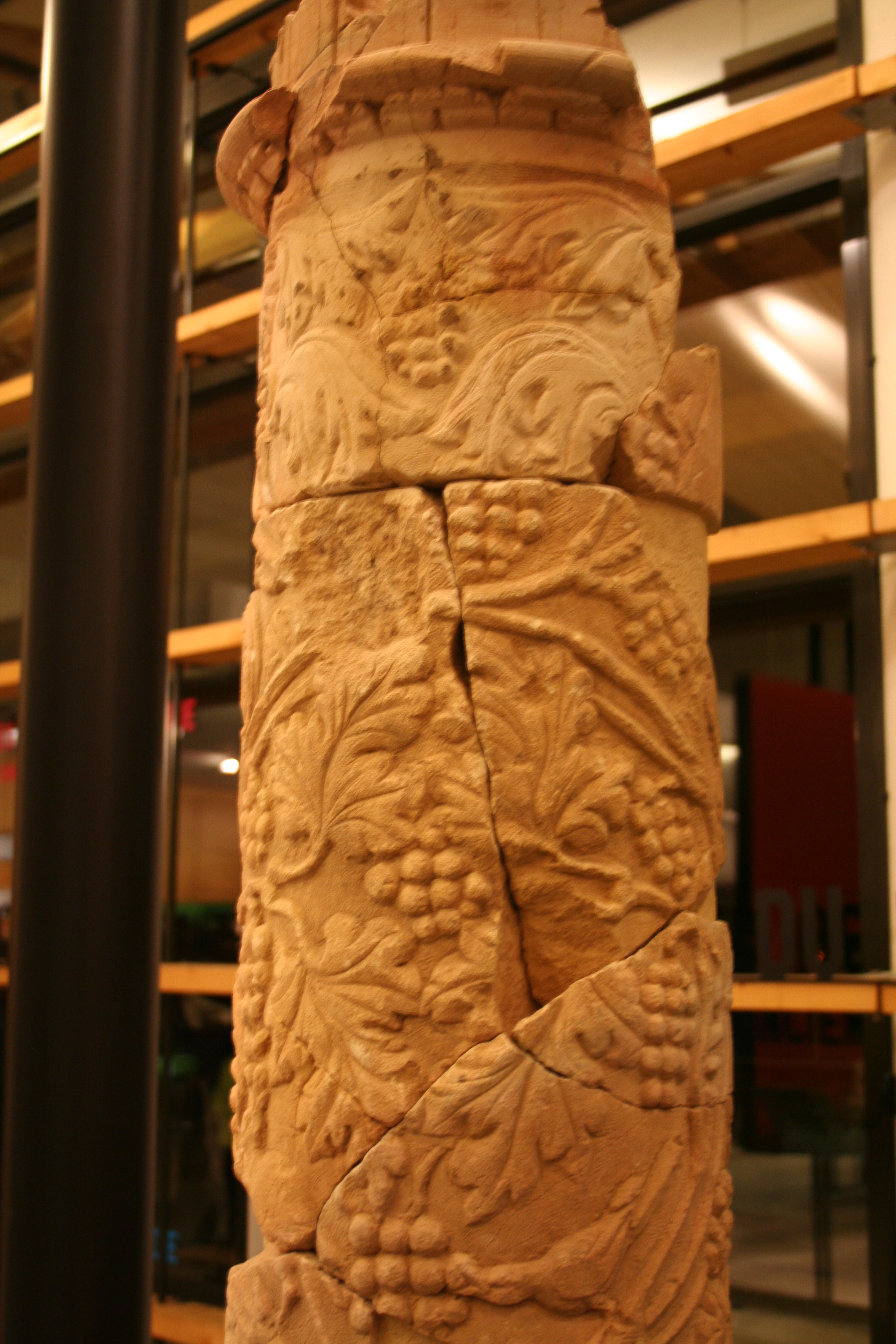
Fusto di colonna del peristilio con tralci di vite
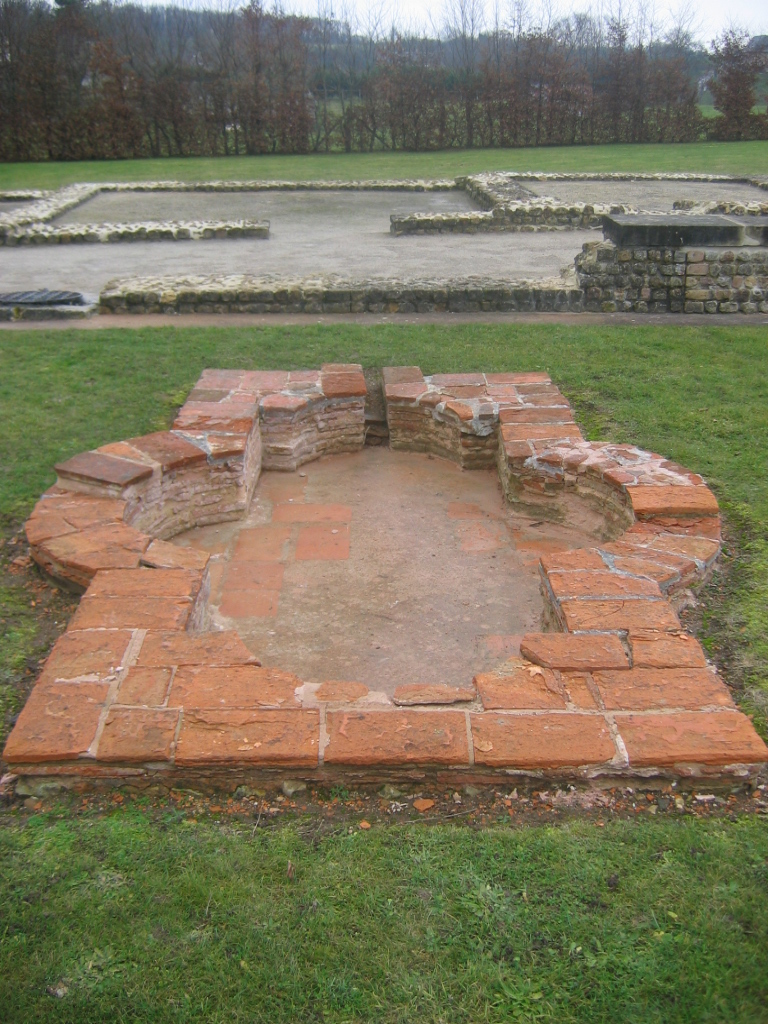
Impluvium
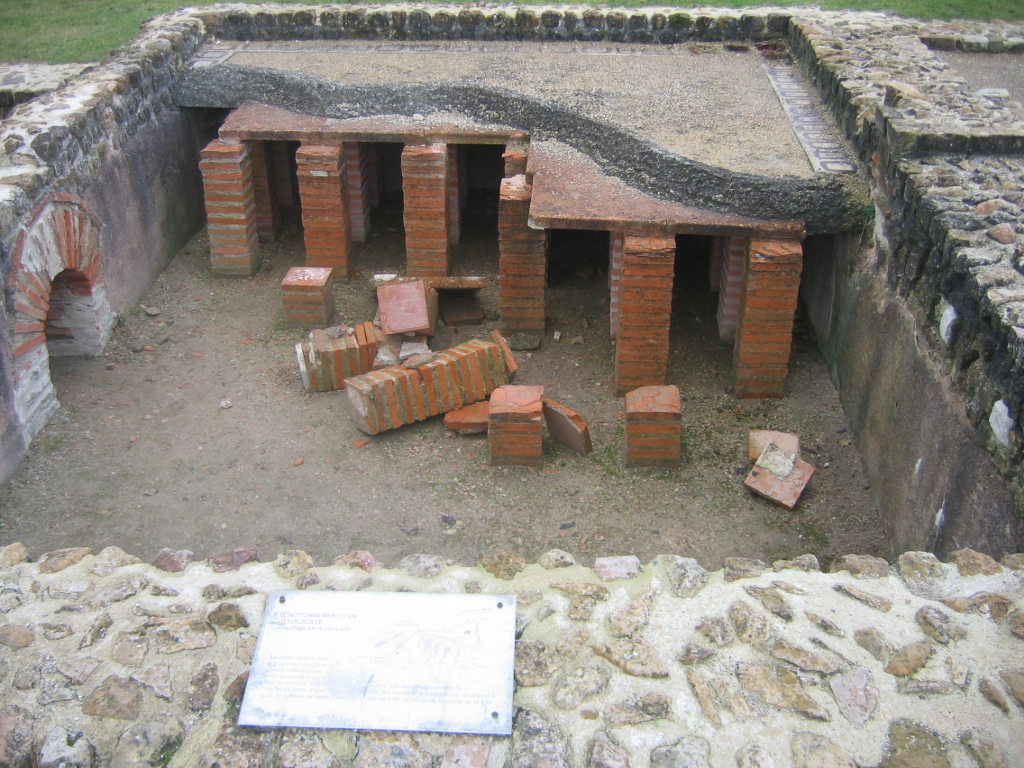
Impianto a ipocausto in uno degli ambienti